# Эустбё, Хокон
Хокон Эустбё (норв. Håkon Austbø; род. 22 октября 1948, Конгсберг) — норвежский пианист.
Учился в Норвегии, в 1964 г. дебютировал с концертом в Осло. Затем совершенствовал своё мастерство в Парижской консерватории и Нормальной школе музыки, а в 1969—1971 гг. одновременно занимался под руководством Оливье Мессиана; позднее повышал квалификацию в Джульярдской школе. Лауреат нескольких международных конкурсов, в том числе конкурса имени Мессиана в Руайяне. С 1974 г. живёт преимущественно в Нидерландах, профессор Амстердамской консерватории, а с 2007 г. одновременно и Ставангерского университета.
Наиболее заметное место в исполнительской практике Эустбё занимают произведения Мессиана и Александра Скрябина; записи их сочинений в исполнении Эустбё удостоены в Норвегии ряда премий. Кроме того, Эустбё записал все фортепианные произведения Леоша Яначека, ряд работ Роберта Шумана, Клода Дебюсси и Эрика Сати, а также альбом французских виолончельных сонат с виолончелистом Трульсом Мёрком.